# 埃尔坎德·切里马伊
埃尔坎德·切里马伊（1988年8月10日—），阿尔巴尼亚男子举重运动员，2006年世界青年举重锦标赛男子77公斤级银牌得主、2007年世界青年举重锦标赛男子77公斤级银牌得主、2009年地中海运动会男子77公斤级金牌得主。